# Андре Моруа
Андре́ Моруа́, имя при рождении Эми́ль Саломо́н Вильге́льм Эрзо́г (фр. André Maurois, Émile-Salomon-Wilhelm Herzog; 26 июля 1885, Эльбёф — 9 октября 1967, Нёйи-сюр-Сен) – французский писатель, член Французской академии (с 1938; на кресле № 26).
Мастер жанра романизированной биографии (книги о Шелли, Байроне, Бальзаке, Тургеневе, Жорж Санд, Дюма-отце и Дюма-сыне, Гюго) и короткого иронично-психологического рассказа. Среди основных произведений Моруа — психологические романы «Превратности любви» (1928), «Семейный круг» (1932), книга «Мемуары» (опубликована в 1970 году) и воплотившие всю прелесть тонкого, ироничного таланта писателя «Письма незнакомке» («Lettres à l’inconnue», 1953).

## Биография
Происходил из состоятельной семьи обратившихся в католицизм евреев из Эльзаса, выбравших после франко-прусской войны 1871 года французское подданство и переселившихся в Нормандию. В 1897 году Эмиль Эрзог поступил в Руанский лицей. В 16 лет ему была присуждена степень лиценциата. По совету одного из своих учителей, Эмиля Шартье, после окончания курса вместо продолжения учёбы в Эколь Нормаль поступил служащим на суконную фабрику отца. Во время Первой мировой войны служил военным переводчиком и офицером связи.
В 1918 году Моруа опубликовал роман «Молчаливый полковник Брамбл» (фр. Les Silences du colonel Bramble), который был успешно встречен как во Франции, так и в Великобритании и США. В 1921 году вышел роман «Речи доктора О’Грэди» (фр. Discours du docteur O’Grady). Работал сотрудником редакции журнала «Круа-де-фё». 23 июня 1938 года был избран во Французскую академию.
В начале Второй мировой войны Моруа служит капитаном во французской армии. После занятия Франции немецкими войсками уехал в США, где работал преподавателем в Университете Канзаса. В это время написал биографии Шопена (1942), Эйзенхауэра (1945), Франклина (1945) и Вашингтона (1946). В 1943 году уехал в Северную Африку, в 1946 году вернулся во Францию.
Умер 9 октября 1967 года.

## Семья
Был женат дважды. Первый брак — Жанна-Мари Ванда Шимкевич, от которой родилось трое детей — Жеральд (1920), Оливье и дочь Мишель (1914). Вскоре после ранней смерти первой жены от сепсиса (1924) вступил во второй брак с Симон Кайяве, внучкой Леонтин Арман де Кайяве (урождённой Липпманн), любовницы Анатоля Франса.

## Издания на русском языке
- Моруа А. Три Дюма. — М.: Молодая гвардия, 1962. — 544 с. — («ЖЗЛ»).
- Моруа А. Жизнь Александра Флеминга / Пер. с фр. И. Г. Эренбург, послесл. И. А. Кассирского — М.: Молодая гвардия, 1964. — 336 с. («ЖЗЛ»).
- Моруа А. Прометей, или Жизнь Бальзака. — М.: Прогресс, 1967. — 640 с.
- Моруа А. Жорж Санд. — М.: Молодая гвардия, 1968. — 416 с. («ЖЗЛ»).
- Моруа А. Париж. — М.: Искусство, 1970. — («Города и музеи мира»).
- Моруа А. От Монтеня до Арагона / Пер. с фр. Сост. и предисл. Ф. С. Наркирьера. Комм. С. Н. Зенкина. Ред. З. В. Федотова. — М.: Радуга, 1983. — 678 с.
- Моруа А. «Во что я верю» // Моруа А. Надежды и воспоминания: художественная публицистика. — М.: Прогресс, 1983.
- Моруа А. Превратности любви. Три новеллы. Письма незнакомке. — Минск: Мастацкая литература, 1988. — 351 с.
- Моруа А. [lib.ru/MORUA/letters.txt «Письма незнакомке»] (Пер. Я. 3. Лесюка) // Моруа, А. Байрон. Письма незнакомке. Открытое письмо молодому человеку о науке жить. — М.: Олимп, 1998. — С. 454-575.
- Моруа А. Жизнь Дизраэли. — М.: Политиздат, 1991. — 254 с. — ISBN 5-250-01474-7.
- Моруа А. Олимпио, или Жизнь Виктора Гюго. — М.: Россия-Кириллица, 1992. — 528 с. — ISBN 5-7176-0023-2.
- Моруа А. В поисках Марселя Пруста / Пер. с фр. Д. Ефимова. — СПб.: Лимбус Пресс, 2000. — 382 с.
- Моруа А. Байрон. — М.: Молодая гвардия, 2000. — 422 с. — («ЖЗЛ») — ISBN 5-235-02327-7.
- Моруа А. Франция. — СПб.: Б. С. Г.-Пресс, 2007. — 272 с. — ISBN 978-5-93381-246-3.
- Моруа А. Голландия. — СПб.: Б. С. Г.-Пресс, 2007. — 224 с. — ISBN 5-93381-235-8, 978-5-93382-235-7.
- Моруа А. История Франции. — СПб.: Гуманитарная академия, 2008. — 352 с. — ISBN 978-5-93762-049-1.
- Моруа А. Сентябрьские розы. — СПб.: Азбука, 2015 — 220 с. — ISBN 978-5-389-08733-0
- Моруа А. Земля обетованная. — СПб.: Азбука, 2015 — 288 с. — ISBN 978-5-389-08734-7